# Nino Malfatti
Nino Malfatti (* 1940 in Innsbruck) ist ein österreichischer Maler und Zeichner, der seit 1974 in Berlin und Tirol lebt.

## Leben und Werk
Nino Malfatti wurde 1940 in Innsbruck geboren. Nachdem er 1962 die Meisterprüfung als Maler an der Gewerbeschule Innsbruck abgelegt hatte, studierte er bis 1965 an der Akademie der bildenden Künste Wien  Malerei und Grafik bei Maximilian Melcher und Restaurierung. Von 1967 bis 1972 studierte Malfatti bei Peter Herkenrath und Gerd van Dülmen an der Staatlichen Akademie der Bildenden Künste Karlsruhe. Malfatti wurde Meisterschüler von Horst Antes.
1974 zog Malfatti nach Berlin, wo er von 1981 bis 1982 als Gastprofessor an der Universität der Künste Berlin Maltechnik lehrte.
Malfattis zeichnerisches Frühwerk der 1970er Jahre macht Alltagsgegenstände wie Kleiderbügel, Pflugmesser oder Schuhspanner zum Thema. Durch die serielle Aneinanderreihung entsteht eine Struktur und ein Rhythmus.
Das Gebirge mit extrem wechselnden Licht- und Schattenwürfen und deren räumlich-atmosphärische Wirkung sind Gegenstand seiner Malerei seit den 80er Jahren. Malfatti ist seit Jahrzehnten als Hochgebirgsbergsteiger in seiner Tiroler Heimat unterwegs und fotografiert dort mit dem Blick des Malers die Bergmassive der Alpen. Nach diesen Aufnahmen entstehen im Berliner Atelier seine Landschaftsmalereien.
Nino Malfatti nahm als ordentliches Mitglied des Deutschen Künstlerbundes zwischen 1970 und 1990 an vielen großen DKB-Jahresausstellungen teil.

## Ausstellungen (Auswahl)
- 1970 Rheinisches Landesmuseum, Bonn[8]
- 1977 Neue Galerie Graz, Graz
- 1977 documenta 6, Kassel
- 1978 Städtische Galerie Nordhorn, Nordhorn
- 1980 Kunsthalle Nürnberg, Museum Bochum – Kunstsammlung
- 1983 Neuer Berliner Kunstverein, Berlin
- 1986 Künstlerhaus Bregenz, Bregenz
- 1988 Übersee-Museum, Bremen
- 1990 Kunstmuseum Gelsenkirchen, Gelsenkirchen
- 2001 Galerie Springer, Berlin
- 2001 Haus am Lützowplatz, Berlin
- 2002 Galerie Thomas Flora, Innsbruck
- 2003 Fenderesky Gallery Belfast
- 2004 Galerie Seywald, Salzburg
- 2006 Museum der Stadt Füssen
- 2009 Kunstverein Grafschaft Bentheim, Neuenhaus
- 2011 Galerie Michael Schultz, Berlin
- 2012 Retrospektive Tiroler Landesmuseum Ferdinandeum, Innsbruck

## Auszeichnungen (Auswahl)
- 1973 Stipendium der Villa Romana, Florenz
- 1977 Villa Serpentara in Olevano Romano